# Ambiente inteligente
Los ambientes inteligentes son espacios que usan la tecnología de sistemas embebidos así como otras tecnologías de la información y la comunicación, para crear ambientes interactivos que acerquen la computación al mundo físico y a los problemas cotidianos. Según Alan Steventon y Steve Wright, los "ambientes inteligentes son sistemas en los que la computación es usada para introducir mejoras imperceptibles o superficiales en las actividades comunes" (estos sistemas resultan ser casi transparentes y poco perceptibles para la mayoría de los usuarios).
Una de las fuerzas motoras del interés emergente en los ambientes altamente interactivos, no solamente es lograr que las computadoras y los sistemas sean verdaderamente amigables con los usuarios, sino lograr que esencialmente sean invisibles o casi inexistentes para él.
Los ambientes inteligentes describen y manejan entornos físicos en los cuales las tecnologías de la información y la comunicación así como los sistemas de sensores, pasan mayoritariamente desapercibidos para los usuarios, puesto que se hallan discretamente integrados a objetos físicos, a infraestructuras, y al entorno cotidiano en el cual vivimos, viajamos, y trabajamos. El objetivo con estos sistemas, es el de permitir que ordenadores y sensores participen en actividades y resultados en los que nunca antes habían estado involucrados, posibilitando a la gente (a los usuarios) interactuar con los distintos dispositivos vía gestos, voz, movimientos, o simple información de contexto.
Las conferencias anuales sobre 'Entornos Inteligentes' (IE06; IE07; etc) permiten a los especialistas intercambiar ideas entre sí, y ponerse al día en esta materia en cuanto a tendencias, usos, y avances tecnológicos.

## Tecnología[2]
Los 'Ambientes Inteligentes' han extendido sus objetivos desde lo privado a lo público, y desde los dispositivos fijos a los móviles. Y algunas propuestas han resultado efímeras, mientras que otras han permanecido y se han consolidado.
La realización de Ambientes Inteligentes requiere convergencia y complementación entre diferentes disciplinas: Información e Informática, Arquitectura, Ingeniería de Materiales, Inteligencia artificial, Sociología, Diseño, Electrónica.
Además, progresos técnicos son requeridos en campos tecnológicos-clave, como ser la microelectrónica (por ejemplo, la miniaturización, el consumo de electricidad), la comunicación y las tecnologías de red (por ejemplo, redes de banda ancha e inalámbricas), materiales inteligentes (por ejemplo, implantaciones bio), los agentes inteligentes, etc.
Ejemplo de tales espacios es el llamado 'Cuarto Inteligente' o 'Intelligent Room' : un espacio o ambiente de laboratorio que se apoya en la visión artificial, el reconocimiento de voz, y el rastreo de movimientos, basado en aproximadamente cincuenta distintos paquetes de software de comunicación que son procesados en ordenadores interconectados.
Otro ejemplo son las llamadas 'Ciudades con inteligencia' o 'Intelligent cities', territorios que sustentan procesamientos innovadores que hacen un uso intensivo de las nuevas tecnologías de la información y de la comunicación (NTICs) así como de las representaciones virtuales de objetos. Ejemplos variados de estos enfoques pueden ser analizados en las publicaciones del 'Intelligent Community Forum (ICF)' o 'Foro de Comunidades Inteligentes', y especialmente en las implementaciones y experimentaciones realizadas en las ciudades señaladas por el 'ICF' como las comunidades más inteligentes.
La cuestión más trascendente e importante, no es si efectivamente podemos construir ambientes inteligentes como los señalados en este artículo, sino cómo podemos usar esbozos o aproximaciones de estos ambientes inteligentes como instrumentos para la resolución distribuida de problemas.